# Lucjanów (Łask)
Pour les articles homonymes, voir Lucjanów.
Lucjanów (prononciation [lut͡sˈjanuf]) est un village de la gmina de Widawa, du powiat de Łask, dans la voïvodie de Łódź, situé dans le centre de la Pologne.
Il se situe à environ 8 kilomètres au sud de Widawa (siège de la gmina), 26 kilomètres au sud-ouest de Łask (siège du powiat) et 57 kilomètres au sud-ouest de Łódź (capitale de la voïvodie).
Sa population s'élevait approximativement à 30 habitants en 2006.

## Administration
De 1975 à 1998, le village était attaché administrativement à l'ancienne voïvodie de Sieradz.

Depuis 1999, il fait partie de la nouvelle voïvodie de Łódź.